# ELTA Systems
ELTA Systems Ltd. (ELTA) es un proveedor israelí de productos y servicios de defensa que se especializa en radares, inteligencia electrónica, inteligencia de señales, mando y control, guerra electrónica, comunicación militar, guerra informática, vehículos terrestres autónomos y productos cibernéticos. 
ELTA, un grupo y subsidiaria de Israel Aerospace Industries, es una de las principales empresas de electrónica de defensa de Israel que se especializa en una variedad de campos. La empresa se estableció en 1967 y se trasladó a Asdod como parte de la política de descentralización de la industria del Primer ministro de Israel Levi Eshkol. El grupo opera como diseñador y fabricante de sistemas de defensa con productos basados en sensores electromagnéticos (radar, guerra electrónica y comunicaciones) y en otras tecnologías avanzadas.
Los productos ELTA están diseñados para su uso en inteligencia militar, vigilancia, localización de objetivos y reconocimiento militar (ISTAR), alerta temprana y control aerotransportado, seguridad nacional, autoprotección y autodefensa, control de tiro y ciberseguridad. ELTA opera una red de marketing mundial, que incluye servicio al cliente e instalaciones posventa. Aunque ELTA se organiza internamente en grupos divididos por áreas de investigación, desarrollo e innovación, existe un uso considerable de tecnología común.

## Divisiones

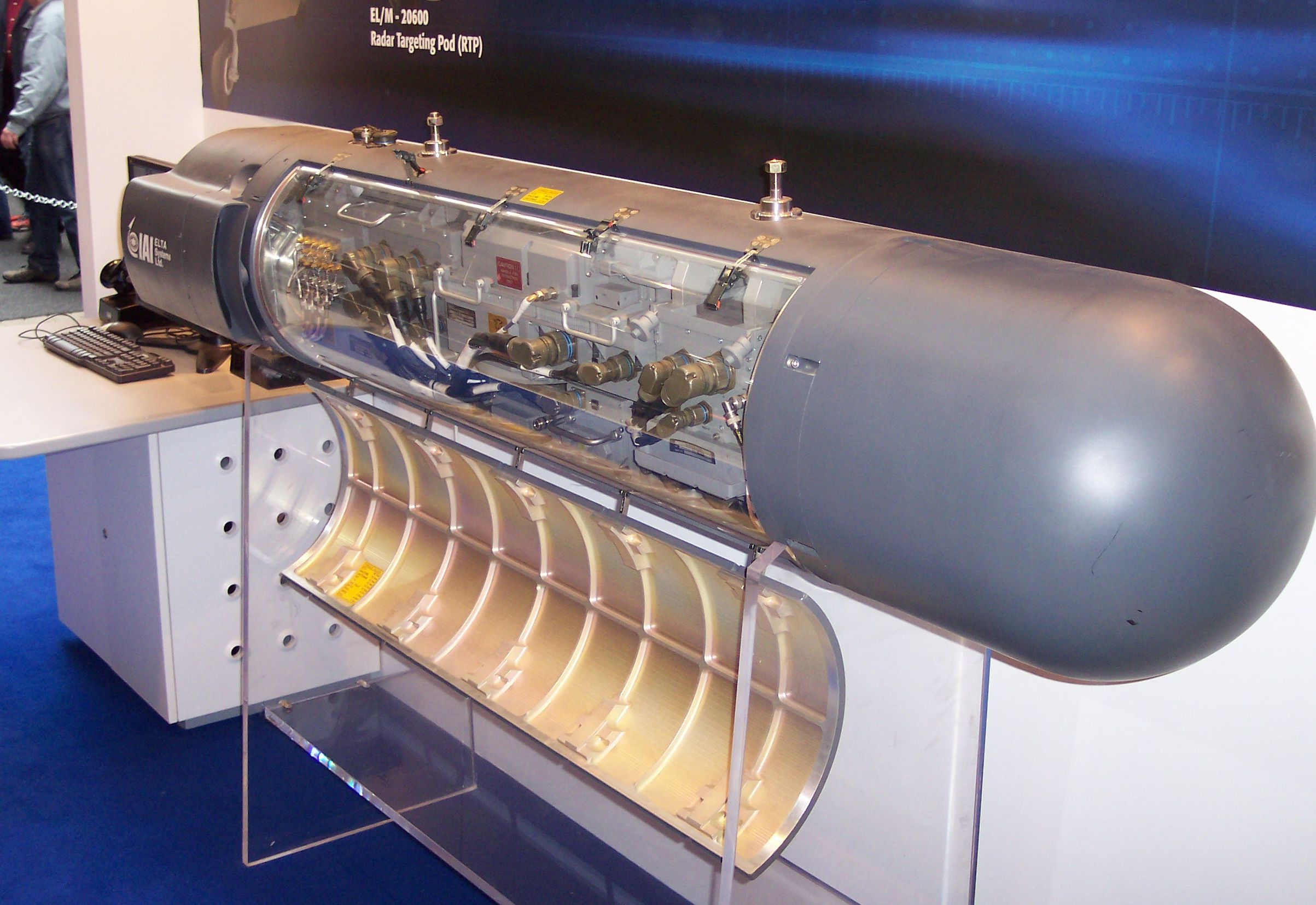
Dispositivo detector de radar Elta EL/M-20600.

### División de Defensa aérea y sistemas navales
ELTA es la empresa de radar líder en Israel y un centro de diseño, desarrollo y producción de sistemas avanzados basados en sensores y tecnologías de radar. Los sistemas de la división están diseñados para inteligencia de imágenes, vigilancia
y reconocimiento militar, defensa aérea, autodefensa, adquisición de objetivos y aplicaciones de control de tiro. La división de radares de ELTA también tiene sistemas de protección de fronteras terrestres y costeras; sistemas de protección de los pasos fronterizos internacionales (aeropuertos, puertos, carreteras y ferrocarriles); sistemas de autoprotección de aviones comerciales; sistemas de recopilación de información centrados en infraestructuras terroristas y centros urbanos de emergencia.

### División de SIGINT, guerra electrónica y comunicaciones
Centro de diseño, desarrollo y producción de SIGINT, EW y sistemas de comunicación avanzados basados en sensores electromagnéticos. ELTA SIGINT, EW y los sistemas de la división de comunicaciones están diseñados para aplicaciones de inteligencia de señales (SIGINT - ELINT & COMINT), autodefensa, guerra electrónica y comunicaciones, e incluyen enlaces de datos avanzados y SATCOM.

### División de sistemas territoriales y defensa nacional
La división de radares y sistemas aerotransportados de ELTA es una oficina de diseño para el desarrollo, integración y gestión de programas de control y alerta temprana aerotransportada (AEW&C).

### División de ciencia y tecnología
La división de tecnologías de ELTA desarrolla tecnologías, proporcionando sistemas con capacidades independientes para fabricar componentes electrónicos y subsistemas críticos para diversas aplicaciones, como módulos de microondas miniaturizados, antenas, transmisores, procesadores de señales y equipos automatizados. Además, esta división constituye el centro de fabricación, aprovisionamiento y logística militar del grupo de sistemas ELTA.

### División de aplicaciones de microondas
Se ocupa de diversas aplicaciones de transmisión de microondas.

### División de ventas y marketing
Las ventas en 2018 alcanzaron los $ 337,8 millones de dólares estadounidenses, de los cuales cerca del 90% se exportó a las fuerzas armadas de más de 50 países en todo el mundo y el 10% se vendió a nivel nacional, donde ELTA es el principal proveedor de las Fuerzas de Defensa de Israel.

### Muro antiinmigración de Trump
En 2017, la división norteamericana de ELTA recibió $ 500,000 dólares estadounidenses para construir un prototipo del muro antiinmigración del expresidente Donald Trump.

### División de desarrollo de negocios
El grupo tiene participaciones en empresas filiales y afiliadas ubicadas en Israel, Europa y América del Sur. ELTA Systems a menudo participa en acuerdos de colaboración con muchas otras empresas de defensa del mundo. ELTA también opera en los mercados militar y comercial.